# De echte coassistent
De echte coassistent is een Nederlandse realityserie van de AVRO waarin zes coassistenten gevolgd worden die coschappen lopen bij het Deventer Ziekenhuis. Tijdens de coschappen lopen de coassistenten, die in hun vijfde jaar van de studie Geneeskunde zitten, mee op tien verschillende afdelingen. Al sinds 1966 worden coassistenten opgeleid in samenwerking met de Medische faculteit van de Rijksuniversiteit Groningen. Er zijn inmiddels dan ook al meer dan duizend studenten werkzaam geweest. Het programma laat in tegenstelling tot series als Grey's Anatomy en De co-assistent zien hoe het er in een echt ziekenhuis aan toe gaat, en hoe artsen in spé praktijkervaring opdoen. Uit de serie blijkt ook duidelijk dat het niet altijd mee valt om iets voor het eerst te doen.

## De coassistenten
De zes coassistenten, zijn:
- Jonathan wil kno-arts worden. Hij heeft een tweede coschap aangevraagd voor zijn favoriete afdeling. Vanaf de achtste aflevering loopt hij mee op de longafdeling en vanaf de tiende bij Gynaecologie.
- Joost woont in een studentenhuis met nog drie andere coassistenten. Hij loopt deze maand een coschap sociale geneeskunde in het PWJanssen Verpleeghuis. Joost wil chirurg worden. Later loopt hij mee bij Orthopedie en Neurologie.
- Jorien loopt mee op Gynaecologie. Ze voelt zich er helemaal thuis en wil misschien Gynaecoloog worden. Vanaf de vijfde aflevering loopt ze mee bij een huisartsenpraktijk, en vanaf de achtste aflevering op de SEH.
- Lotte is 23 jaar en ze loopt coschappen op de afdeling Chirurgie. Hier heeft ze erg naar uitgekeken, want deze specialisatie staat hoog op haar verlanglijstje. Daarna loopt ze stage bij Maag-, Darm- en Leverziekten en Urologie.
- Suzan loopt al enkele weken mee op de afdeling Maag-, Darm- en Leverziekten. Coassistenten mogen hun tijd op deze afdeling grotendeels zelf indelen. Vanaf de zesde aflevering loopt ze mee bij Dermatologie en vanaf de zevende aflevering bij de huisarts. Ze wil graag plattelandsdokter worden.
- Willem is 25 jaar en loopt in de serie eerst coschappen op de afdeling Dermatologie en later op de Cardiologie en bij anesthesiologie. Hij is geïnteresseerd in oogheelkunde.

## Afleveringen
| Nr. | Datum eerste uitzending | Beschrijving |
| --- | ----------------------- | --- |
| 1   | 15 maart 2011           | Jorien mag voor het eerst in haar leven echos maken. Joost is net begonnen aan zijn coschap in het verpleeghuis en mag zelfstandig een opnamegesprek doen. Lotte mag zelf snijden en dat was best even schrikken.                                                                                |
| 2   | 22 maart 2011           | Jonathan staat tijdens het spreekuur voor een raadsel. Suzan bijt zich vast in een ingewikkeld consult. Lotte wordt zwaar op de proef gesteld in de OK. |
| 3   | 29 maart 2011           | Jorien beleeft bijzondere momenten tijdens haar laatste dagen op de afdeling Gynaecologie. Joost neemt emotioneel afscheid van het verpleeghuis. Willem begint een beetje onwennig aan zijn nieuwe coschap Dermatologie.                                                                         |
| 4   | 5 april 2011            | Suzan sluit haar coschap af met een ingewikkeld consult. Ook Willem wordt op de valreep nog op de proef gesteld. De laatste dag van Jonathan op de afdeling KNO zit vol verrassingen. |
| 5   | 12 april 2011           | Joost mag eindelijk gaan snijden, nu hij meeloopt bij Orthopedie. Jorien begint aan haar eerste dag op de huisartsenpraktijk in Heeten. Lotte staat voor een raadsel. |
| 6   | 19 april 2011           | Suzan maakt kennis met de wondere wereld van Dermatologie. Willem kijkt zijn ogen uit bij Cardiologie. Hij mag een cardioversie doen. Jorien voelt zich steeds meer op haar gemak bij de huisarts.                                                                                               |
| 7   | 26 april 2011           | Suzan geniet met volle teugen van haar coschap bij de huisarts. Ze keek al een tijd uit naar dit vier weken durende coschap. Lotte laat zien dat ze heel wat in huis heeft. Haar coschap MDL ziet er bijna op. Joost ondergaat het lot van een echte coassistent: wachten... Ook mag hij gipsen. |
| 8   | 3 mei 2011              | Willem loopt al twee weken mee op de afdeling anesthesiologie. Hij ontdekt het verschil tussen de collegebanken en de praktijk, als hij in de OK een patiënt mag intuberen. Jorien maakt kennis met de spoedeisende hulp. Jonathan mag op de longafdeling zelfstandig patiënten zien.            |
| 9   | 17 mei 2011             | Lotte maakt kennis met Urologie. Suzan gaat helemaal alleen, zonder de huisarts, visites rijden. Joost doet zijn uiterste best om de juiste diagnose te stellen, en moet daarvoor verder kijken dan alleen Neurologie.                                                                           |
| 10  | 24 mei 2011             | Jonathan maakt voor het eerst een zwangerschapsecho. Jorien neemt op de spoed het heft in eigen handen. Lotte mag assisteren bij een operatie op een kind. Het is haar laatste dag bij Urologie en ze mag intracutaan hechten.                                                                   |